# Vogelsang-Warsin
Vogelsang-Warsin település Németországban, Mecklenburg-Elő-Pomeránia tartományban. Lakosainak száma 387 fő (2023. december 31.). Vogelsang-Warsin Ueckermünde, Eggesin, Luckow és Altwarp községekkel határos.

## Népesség
A település népességének változása:
| Lakosok száma | 355  | 345  | 355  | 373  | 387  |
|               | 2017 | 2019 | 2021 | 2022 | 2023 |